# Бахледа, Алиция
Али́ция Бахле́да-Цурусь (пол. Alicja Bachleda-Curuś, произносится aˈlit ͡sʲa baˈxlɛda ˈt͡suruɕ; род. 12 мая 1983, Тампико, Мексика) — польская актриса.

## Биография
Алиция Бахледа-Цурусь родилась 12 мая 1983 года в мексиканском городе Тампико, где её отец работал геологом, и провела там первые три месяца своей жизни.
Окончила 5-ю среднюю школу в Кракове, в 19 лет уехала в США, чтобы обучаться актёрскому искусству в Институте театра и кино Ли Страсберга в Нью-Йорке.
12 мая 2008 она стала почётным гражданином города Тампико, Мексика. На 35-м польском кинофестивале (пол. Festiwal Polskich Filmów Fabularnych w Gdyni) была в составе жюри.

## Кинокарьера
В 15 лет снялась в фильме знаменитого польского режиссёра Анджея Вайды «Пан Тадеуш». После других ролей в польском кинематографе, начала сниматься и за пределами Польши. Так в 2004 году исполнила роль в немецком фильме «Летний шторм», а также в приключенческо-фантастическом фильме «Кровь тамплиеров», в 2007 снялась в немецко-американской драме «Рабство», где одним из продюсеров выступил Роланд Эммерих, а одну из главных ролей исполнил Кевин Клайн. В 2009 году снялась в американо-ирландском фильме «Ундина», где её партнёром по фильму был Колин Фаррелл. В 2010 году снялась в немецко-американском фильме «Дружба».

## Музыкальная карьера
Бахледа начала петь с раннего возраста. В 6 лет она дебютировала на детском музыкальном конкурсе в Польше. Была представителем польского национального телевидения на международных фестивалях: Ровинь, Хорватия — 1995, Мюнхен, Германия — 1995, Несебр, Болгария — 1995, Рига, Латвия — 1996 и Баттипалья, Италия — 1996. Выступала на концерте ЮНИСЕФ в Варшаве. Исполнила песню в честь 80-летия Папы Римского Иоанна Павла II. 22 октября 2001 года Алиция выпустила свой сольный альбом Klimat.

## Личная жизнь
7 октября 2009 года у неё и её тогдашнего партнёра, актёра Колина Фаррелла, родился сын, которого назвали Генри Фаррелл. 15 октября 2010 года появилось сообщение, что Колин бросил её, а вскоре это сообщение было официально подтверждено.
1 декабря 2010 года мэр города Кракова Яцек Майхровский вручил Бахледе ключ от города. С этого момента она стала лицом рекламной кампании в Кракове и будет продвигать его среди других городов Европы и в Голливуде, как лучшее место для съёмок фильмов .

## Фильмография
| Год       |    | Русское название                | Оригинальное название                    | Роль                       |
| --------- | -- | ------------------------------- | ---------------------------------------- | -------------------------- |
| 1999      | ф  | Пан Тадеуш                      | Pan Tadeusz                              | Зося Хорежковна            |
| 1999      | ф  | Ворота Европы                   | Wrota Europy                             | Зося                       |
| 2000      | ф  | Сизифов труд                    | Syzyfowe prace                           | Анна Стоговска             |
| 2001      | ф  | Сломя голову                    | Herz im Kopf                             | Ванда                      |
| 2002—2004 | с  | В добре и в зле                 | Na dobre i na zle                        | Анна Боченек               |
| 2004      | ф  | Летний шторм                    | Sommersturm                              | Анке                       |
| 2004      | тф | Кровь Тамплиеров                | Das Blut der Templer                     | Стелла                     |
| 2006      | ф  |                                 | Comme des voleurs                        | Ева                        |
| 2007      | ф  | Рабство                         | Trade                                    | Вероника                   |
| 2007      | ф  |                                 | Der geköpfte Hahn                        | Гизела Глюкселиг           |
| 2009      | ф  | Ундина                          | Ondine                                   | Ундина                     |
| 2010      | ф  | Дружба!                         | Friendship!                              | Зои                        |
| 2012      | ф  | Одиннадцатое сентября 1683 года | September Eleven 1683 - Battle of Vienna | Элеонора Мария Австрийская |
| 2015      | ф  | Девушка в беде                  | The Girl Is in Trouble                   | Сигне                      |